# Поинтфорвард

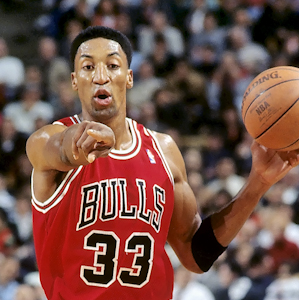
Скотти Пиппен — один из лучших пойнтфорвардов в истории НБА

Пойнтфорвард (англ. Point forward) — это неофициальная позиция игрока в баскетбольной команде, как правило это  баскетболист, который сочетает в себе навыки разыгрывающего защитника и форварда, но не полностью соответствует стандартным описаниям любой из этих позиций. 
Игроки этого амплуа сочетают в себе такие качества, как хороший дриблинг, видение площадки и обладают хорошим атакующим арсеналом. Как правило, это мощные форварды, способные хорошо сыграть на позиции центрового и при этом обладающие дриблингом, подвижностью, отличным броском с любой дистанции и великолепным пасом. При владении мячом, пойнтфорвард повышает мобильность нападения, позволяя защитникам перемещаться без мяча и создавать себе возможности для открытых бросков. Таким образом, пойнтфорвард в сочетании с комбогардом и атакующим защитником составляют грозную силу в нападении.
Одним из ранних примеров пойнтфорвардов в НБА был Джон Джонсон, выполнявший функцию разыгрывающего защитника в «Сиэтле» 1970-х годов, наряду с двумя другими защитниками Гасом Уильямсом и Деннисом Джонсоном, Джон был одним из самых результативных игроков команды и лидировал по количеству передач. Другими заметными примерами были Маркес Джонсон и Пол Пресси, которые, как играли эту роль в команде Милуоки главного тренера Дона Нельсона в 1980 году. Пожалуй, самым заметным пойнфорвардом НБА является Ларри Бёрд, который играл на позициях лёгкого или тяжёлого форварда, являясь по сути разыгрывающим «Бостон Селтикс» 1980-х годов; Мэджик Джонсон, лидер «Лос-Анджелес Лейкерс», был на самом деле разыгрывающим команды, что позволило его клубу занять доминирующее положение в 1980-х годах. Преимущество над оппонентами в размерах позволило Джонсону играть на всех пяти позициях на площадке в разные годы своей карьере. Скотти Пиппен еще один успешный пример пойнтфорварда, который выступал за «Чикаго Буллз», «Портленд Трэйл Блэйзерс» и «Хьюстон Рокетс». 
Примером пойнтфорвардов в европейских клубах являются грек Тео Папалукас и россиянин Виктор Хряпа.